# Aspidelectra melolontha
Aspidelectra melolontha is een mosdiertjessoort uit de familie van de Electridae. De wetenschappelijke naam van de soort werd in 1852 voor het eerst geldig gepubliceerd door Landsborough als Lepralia melolontha.

## Verspreiding
Aspidelectra melolontha is een korstvormende mosdiertjessoort, die waaierachtige of vertakte lobben vormt. Het heeft een beperkt inheems verspreidingsgebied dat de Noordzee, het Kanaal en aangrenzende riviermondingen omvat. Het is geïntroduceerd in de Baai van San Francisco, Californië en werd daar voor het eerst verzameld in de jaren zeventig. Het wordt gevonden bevestigd aan de schelpen van oesters en mosselen en wordt vaak aangetroffen in omgevingen met een laag zoutgehalte.